# Divadlo Mír
Divadlo Mír je ostravské profesionální divadlo, zaměřující se především na činohru. Divadlo se nachází v městské části Vítkovice.

## Historie budovy
Budova, ve které divadlo sídlí, byla postavena na začátku třicátých letech 20. století jako sokolský biograf pod názvem Bio Rekord. O výstavbu se zasloužil zejména pplk. MUDr. Ludvík Klega, legionář a starosta Sokola. Za tzv. první republiky nemohly získat koncesi k provozování biografu soukromé osoby, ale pouze obecně prospěšné spolky, třeba právě Sokol.
Návrh a realizaci stavby měla na starosti projekční kancelář Kolář & Rubý – architekti František Kolář a Jan Rubý se v Ostravě podíleli také na budově Revírní bratrské pokladny na ulici Českobratrská, dnešního hotelu Mercure, a také spolupracovali na projektu ostravské Nové radnice. Byli také projektanti známého ostravského kina Vesmír.
Podle vyprávění pamětníků byla budova během druhé světové války zasažena bombou, která však nevybuchla, pouze kinetickou silou zdemolovala střechu a hlediště.
Po válce byla budova opravena a kino opět uvedeno do provozu. Po komunistickém převratu se kino přejmenovalo na Kino Mír a pod tímto názvem promítalo až do roku 1992, kdy došlo k poslední projekci a následně byl provoz kina ukončen.
Budovu od roku 1997 užíval gymnastický klub jako tělocvičnu. Když následně i ten budovu v roce 2004 opustil, začala stavba chátrat. V roce 2006 tehdejší vlastník, statutární město Ostrava, budovu prodal soukromé osobě a následně došlo k několika dalším přeprodejům.
Kolem roku 2008 začala rekonstrukce, kterou prováděli vietnamští majitelé, jež budovu získali do vlastnictví a chtěli v ní provozovat prodejnu s typickým asijským zbožím. Touto rekonstrukcí byla budova bývalého kina Mír zachráněna, neboť stav budovy byl již v katastrofálním stavu. Prodejna pak ovšem fungovala pouze chvíli, budova opět změnila majitele a nakonec zůstala prázdná a nevyužívaná.

## Vznik divadla
V roce 2016 získal budovu do pronájmu ostravský divadelník Albert Čuba a začal v ní budovat novou ostravskou divadelní scénu pod názvem Divadlo Mír.
První oficiální premiérou v produkci Divadla Mír byla komedie Dva úplně nazí muži francouzského herce a dramatika Sébastiena Thiéryho. Premiéra proběhla 25. března 2017.

## Uvedené inscenace
1. Dva úplně nazí muži, Sébastien Thiéry, premiéra 25. 3. 2017, režie Václav Klemens
2. Drahoušku, to chce drink!, premiéra 29. 4. 2017, režie Peter Gábor
3. Bůh masakru, Yasmina Reza, premiéra 18. 6. 2017, režie Dušan Urban
4. Mátový nebo citron, Danielle Navarro-Haudecœur a Patrick Haudecœur, premiéra 2. 11. 2017, režie Janusz Klimsza
5. Jak důležité je mít Filipa, Oscar Wilde, premiéra 17. 2. 2018, režie Vít Vencl
6. Kdo je pan Schmitt?, Sébastien Thiéry, premiéra 9. 4. 2018, režie Václav Klemens
7. Ráno po tom, Peter Quilter, premiéra 6. 10. 2018, režie Grzegorz Kempinsky
8. Bull, Mike Bartlett, premiéra 2. 2. 2019, režie Albert Čuba
9. Lakomec, Molière, 1. 6. 2019, režie Pavel Šimák
10. Už ani den!, Clément Michel, premiéra 19.11.2019, režie Albert Čuba
11. Trochu hodně mimo, premiéra 7. 3. 2020, text a režie Štěpán Kozub a David Vyhnánek
12. Chlap na zabití, Francis Veber, premiéra 15. 9. 2021, režie Peter Gábor
13. Tik Tik, Laurent Baffie, premiéra 28. 10. 2022, režie Albert Čuba
14. Ledvina, Stefan Vögel, premiéra 7. 1. 2023, režie Peter Gábor
15. Blbec k večeři, Francis Veber, premiéra 21. 4. 2023, režie David Vyhnánek
16. Česká kletba, Martin Casella, premiéra 11. 11. 2023, režie David Vyhnánek
17. Brouk v hlavě, Georges Feydeau, premiéra 10. února 2024, režie Václav Klemens